# 神之峰城
神之峰城（かんのみねじょう）、または神の峰城は、長野県飯田市上久堅にあった日本の城。標高771メートルにある。飯田市指定史跡。

## 概要
室町時代中期に、知久氏が要害を求めて知久平城から移り、神之峰山頂に築城したが、天文23年（1554年）、武田信玄の先鋒、秋山虎繁・山本勘助の攻撃を受ける。城主の知久頼元は籠城を選択するが落城、捕縛された後に甲斐へ護送され処刑された。
東西2つに分かれた山頂を利用して築かれ、三つの郭が並んで築かれている。一の郭と二の郭を結ぶ帯郭は、城の中心部を形成し、現在はテレビ局の鉄塔が建つほかはベンチが置かれるなど公園として整備されている。一の郭の北端には、狼煙を上げたとされる篝岩が残る。二の郭は東西40メートル、南北20メートルで、城の本丸とされており、その北側に久堅神社が建てられている。三の郭は中心部から離れた所にあり、尾根上の細長い平場でつながっていて、西側に小規模の堀切があり、防禦線が構築されている。